# Jandira
Jandira es un municipio brasileño del estado de São Paulo. Su población estimada en 2017 es de 123 481 habitantes, según el Instituto Brasileño de Geografía y Estadística (INGE). Integra la Zona Oeste de São Paulo.Sus límites son Barueri al norte y noreste; Carapicuíba al este; Cotia al sur; e Itapevi al oeste.

## Toponimia
Según el filólogo Eduardo Navarro, «jandira» puede provenir de la língua geral paulista, significando un tipo de aveja.

## Historia
El área donde se sitúa el actual municipio de Jandira era punto de paso de la antigua Estrada de Itu, siendo el lugar punto de parada de viajeros que provenían de la capital de la provincia de São Paulo hacia el oeste paulista. El panorama de esa región iba a cambiar con la llegada del ferrocarril de Sorocabana en julio de 1875. A partir de entonces, la región fue loteada. Así llega al sitio Enrique Sammartino (pionero y fundador del municipio), inmigrante italiano residente en São Paulo que adquirió el 11 de abril de 1912 las tierras de la futura ciudad y les dio el nombre de Sítio das Palmeiras, debido a la existencia de grandes palmeras nativas en el lugar.
A mediados de 1919, Sammartino se instala definitivamente con su familia en el Sítio das Palmeiras. Adquiere animales y planta árboles frutales. Para facilitar el transporte de sus productos, propone a la empresa ferroviaria la donación de un área de 58.470,87 metros cuadrados para la instalación de una parada (posteriormente clasificada como puesto de abastecimiento de locomotoras). La compañía le propone a Sammartino que invierta en la plantación de eucalipto para servir de leña para las locomotoras de vapor. Después del acuerdo, la parada del km 32 se inauguró.
La instalación del puesto de abastecimiento facilitó la llegada de nuevos habitantes a la región, como el ingeniero y pastor presbiteriano estadounidense William Alfred Waddell (1862-1939), que instala el primer establecimiento educativo. La población solicitó a los directores de la compañía ferroviaria la mejora de las instalaciones del puesto del km 32. Tras la petición, la compañía elevó el puesto de abastecimiento a puesto telegráfico y construyó nuevas instalaciones. Según la tradición de la época, el donante de las tierras necesarias para la construcción de los puestos y estaciones tenía el derecho de bautizar el puesto o estación. El 20 de marzo de 1931, durante la inauguración del puesto telegráfico del kilómetro 32, la dirección de la empresa ferroviaria invitó a Sammartino a bautizarlo, quien resuelve rendir homenaje a su sobrina, bautizando el puesto con el nombre de Jandira (que se convertiría en el nombre de aquella región).
Las sucesivas ampliaciones del puesto telegráfico obligan el traslado de cada vez más funcionarios del ferrocarril a la región donde engrosan el número cada vez creciente de habitantes, dando origen a la llamada Vila Jandira. Tras la muerte de su esposa en 1943, Sammartino inicia la venta y donación de lotes, creando el primer lote de Vila Jandira (actual Vila Anita Costa). Este lote dio origen a las primeras calles y trajo nuevos vecinos a Vila Jandira. Henrique Sammartino falleció en 1947 y no pudo vislumbrar el crecimiento del loteo iniciado por él.